# 9672 Rosenbergerezek
A 9672 Rosenbergerezek (ideiglenes jelöléssel 1997 TA10) a Naprendszer kisbolygóövében található aszteroida. Petr Pravec fedezte fel 1997. október 5-én.